# Prosaptia maidenii
Prosaptia maidenii är en stensöteväxtart som först beskrevs av Watts, och fick sitt nu gällande namn av Barbara S. Parris. Prosaptia maidenii ingår i släktet Prosaptia och familjen Polypodiaceae. Inga underarter finns listade.